# Liste der Kulturdenkmale in Gostewitz
In der Liste der Kulturdenkmale in Gostewitz sind die Kulturdenkmale des Riesaer Ortsteils Gostewitz verzeichnet, die bis September 2021 vom Landesamt für Denkmalpflege Sachsen erfasst wurden (ohne archäologische Kulturdenkmale). Die Anmerkungen sind zu beachten.
Diese Aufzählung ist eine Teilmenge der Liste der Kulturdenkmale in Riesa.

## Gostewitz
| Bild           | Bezeichnung                                                                                                  | Lage                      | Datierung | Beschreibung | ID       |
| -------------- | --- | ------------------------- | --- | --- | -------- |
| Weitere Bilder | Wohnstallhaus, Stallgebäude (mit Kumthalle), Seitengebäude und Scheune sowie Toreinfahrt eines Vierseithofes | An der Keppritz 1 (Karte) | Bezeichnet mit 1839 (Wohnstallhaus); bezeichnet mit 1889 (Scheune)                                                              | In der alten Gemarkung Gostewitz, massives Wohnstallhaus mit sehr schönem Haustürportal, Stallgebäude mit seltener dreibogiger Kumthalle, größtes Bauerngut im Ort, in fast unverändertem Zustand des 19. Jahrhunderts erhalten, baugeschichtlich und wirtschaftsgeschichtlich von Bedeutung. - Stallgebäude: Kumthalle drei Bögen mit zwei Sandsteinsäulen, profilierte Traufe, Fenster alt - Scheune: Sandsteintafel (bezeichnet mit 1889), Putzfassade, vorwiegend Bruchsteinmauerwerk - Wohnstallhaus: zwei Geschosse, Putzfassade, Sandsteingewände, sehr schönes Haustürportal, Krüppelwalm, bezeichnet mit „GS 1851“; original: Haustür mit Gitter und Klinke, einige Fenster, Innenläden - Toreinfahrt: zwei Pfeiler mit Sandsteinabdeckplatten - Wohnhaus: Krüppelwalm, Natursteinsockel, zwei Geschosse, sechs Achsen, Putzfassade mit Kunststeingliederung, Stockgesims | 08965481 |
|                | Wohnhaus mit angebautem Stallgebäude, Scheune, Seitengebäude (mit Anbau) und Toreinfahrt eines Bauernhofes   | An der Keppritz 2 (Karte) | Bezeichnet mit 1880 (Bauernhaus); bezeichnet mit 1898, im Kern älter (Seitengebäude); bezeichnet mit 1916 (Anbau Seitengebäude) | In der alten Gemarkung Gostewitz, große erhaltene Hofanlage mit einzigartiger landschaftsbestimmender Wirkung in die Flussniederung, massive Bauten der Gründerzeit, Seitengebäude mit seltener Kumthalle, zwei Sandsteinpfeiler und Eisentor als Hofeinfahrt, unverzichtbarer Bestandteil der Ortsstruktur, baugeschichtlich und wirtschaftsgeschichtlich von Bedeutung. - Wohnhaus: zwei Geschosse, sieben Achsen, Drempel, Putzfassade, Sandsteingewände, saniert, Fenster neu, Inschrifttafel - Toreinfahrt: zwei Pfeiler Sandstein und Eisentor - Seitengebäude (Wohnstallhaus): mächtiger Putzbau, Kumthalle - Scheune: Putzbau, enorme Wirkung für das Ortsbild von der Zufahrtsstraße her wegen der Niederung der Keppritz - Stallgebäude: geringer Denkmalwert | 08965482 |
|                | Wohnhaus, Seitengebäude und Toreinfahrt eines Bauernhofes                                                    | An der Keppritz 5 (Karte) | 2. Hälfte 19. Jahrhundert | In der alten Gemarkung Gostewitz, den Ort in Randlage prägender Bauernhof, Massivbauten der Gründerzeit, baugeschichtlich und wirtschaftsgeschichtlich von Bedeutung. - Wohnhaus: zwei Geschosse, Drempel, Putzbau, Sandsteingewände - Wohnstallhaus: Putzbau | 08965483 |
| Weitere Bilder | Straßenbrücke über den Keppritzbach                                                                          | Pahrenzer Straße (Karte)  | Bezeichnet mit 1906 | In der alten Ortslage Gostewitz, Drei-Bogen-Brücke über den Keppritzbach aus Granitquadermauerwerk mit Sandsteinabdeckung, baugeschichtlich von Bedeutung. Sandsteinquaderpreller, drei Bögen | 08965480 |

## Tabellenlegende
- Bild: Bild des Kulturdenkmals, ggf. zusätzlich mit einem Link zu weiteren Fotos des Kulturdenkmals im Medienarchiv Wikimedia Commons. Wenn man auf das Kamerasymbol klickt, können Fotos zu Kulturdenkmalen aus dieser Liste hochgeladen werden:
- Bezeichnung: Denkmalgeschützte Objekte und ggf. Bauwerksname des Kulturdenkmals
- Lage: Straßenname und Hausnummer oder Flurstücknummer des Kulturdenkmals. Die Grundsortierung der Liste erfolgt nach dieser Adresse. Der Link (Karte) führt zu verschiedenen Kartendiensten mit der Position des Kulturdenkmals. Fehlt dieser Link, wurden die Koordinaten noch nicht eingetragen. Sind diese bekannt, können sie über ein Tool mit einer Kartenansicht einfach nachgetragen werden. In dieser Kartenansicht sind Kulturdenkmale ohne Koordinaten mit einem roten bzw. orangen Marker dargestellt und können durch Verschieben auf die richtige Position in der Karte mit Koordinaten versehen werden. Kulturdenkmale ohne Bild sind an einem blauen bzw. roten Marker erkennbar.
- Datierung: Baubeginn, Fertigstellung, Datum der Erstnennung oder grobe zeitliche Einordnung entsprechend des Eintrags in der sächsischen Denkmaldatenbank
- Beschreibung: Kurzcharakteristik des Kulturdenkmals entsprechend des Eintrags in der sächsischen Denkmaldatenbank, ggf. ergänzt durch die dort nur selten veröffentlichten Erfassungstexte oder zusätzliche Informationen
- ID: Vom Landesamt für Denkmalpflege Sachsen vergebene, das Kulturdenkmal eindeutig identifizierende Objekt-Nummer. Der Link führt zum PDF-Denkmaldokument des Landesamtes für Denkmalpflege Sachsen. Bei ehemaligen Kulturdenkmalen können die Objektnummern unbekannt sein und deshalb fehlen bzw. die Links von aus der Datenbank entfernten Objektnummern ins Leere führen. Ein ggf. vorhandenes Icon  führt zu den Angaben des Kulturdenkmals bei Wikidata.